# Wybory parlamentarne w Tuvalu w 2010 roku

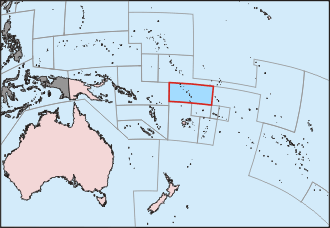
Położenie Tuvalu na mapie Oceanii

Wybory parlamentarne w Tuvalu odbyły się 16 września 2010.

## Organizacja wyborów
Parlament Tuvalu wybierany jest na 4-letnią kadencję i składa się z 15 deputowanych. Deputowani nie posiadają przynależności partyjnej, a ich wybór odbywa się w oparciu o więzy lokalne, społeczne, rodzinne i ogólną reputację. Poprzednie wybory odbyły się 3 sierpnia 2006.
13 sierpnia 2010 premier Apisai Ielemia rozwiązał parlament i wyznaczył datę wyborów na 16 września 2010. 28 sierpnia 2010 rozpoczęła rejestracja kandydatów. Z powodu startu w wyborach i rozpoczęcia kampanii wyborczej z rządu odeszła część ministrów, a premier Ielemia odwołał swój udział w szczycie Forum Wysp Pacyfiku w Vanuatu.
Uprawnionych do głosowania było 6008 spośród prawie 11 tys. obywateli. Mogli oni głosować w dowolnym lokalu wyborczym w całym kraju. O mandaty ubiegało się 26 kandydatów, w tym wszyscy dotychczasowi deputowani. Lokale wyborcze były otwarte w godzinach 8-16:00.

## Wyniki
W wyniku wyborów parlamentarnych swoje mandaty zachowało 10 z dotychczasowych 15 deputowanych, w tym urzędujący premier Apisai Ielemia, który zdobył 597 głosów, a także przewodniczący Parlamentu Tuvalu Kamuta Latasi, który ponownie został wybrany na ten urząd 17 września 2010. Mandaty utrzymali również ministrowie spraw zagranicznych, finansów i zdrowia. Wśród osób, które utraciły mandat znalazł się dotychczasowy wicepremier Tavau Tevii. Wśród nowych deputowanych znalazł się Enele Sopoaga, były ambasador Tuvalu przy ONZ.
29 września 2010 nowo wybrany parlament dokonał wyboru Maatii Toafy na stanowisko nowego szefa rządu.